# تپه قلعه گاور قبر
تپه قلعه گاور قبر در شهرستان زنجان، بخش قره پشتلو، روستای قارقاقولون واقع شده و این اثر در تاریخ ۷ مهر ۱۳۸۱ با شمارهٔ ثبت ۶۱۶۶ به‌عنوان یکی از آثار ملی ایران به ثبت رسیده است.